# لی لی روکلین
لی لی روکلین یک خواننده، ترانه‌سرا، آهنگساز، تهیه‌کننده موسیقی فرانسوی-آمریکایی اهل آستوریا، کوئینز، شهر نیویورک است. روکلین بیشتر به خاطر آهنگ‌هایش که برنده بهترین موزیک ویدیو در چندین جشنواره فیلم و جوایز تلویزیونی و فیلم شد، مشهور است.
روکلن در تولون فرانسه به دنیا آمد و در ریویرای فرانسوی (به فرانسوی La Côte d'Azur معروف است) بزرگ شد. او سپس فرانسه را ترک کرد تا به دنبال شغلی در ایالات متحده باشد. او به منطقه کلیولند - آکرون در شمال شرقی اوهایو نقل مکان کرد

## آهنگ‌شناسی

### آلبوم‌ها
- غروب بی پایان (با نفرت سخت می‌میرد) (2006)
- آیا از بقیه دنیا متنفر خواهید بود یا زندگی خود را تجدید خواهید کرد؟ (۲۰۱۰) - شامل «تجدید»، «این را برای تو نگه دار»، «آهنگ سالی»، «باید دیوانه شوی»
- خورشید زیبا (۲۰۱۲) - شامل «متشکرم»، «مثل یک پر»، «تنها یکی»
- الهام گرفته باشید (دسامبر ۲۰۱۸)
- الهام گرفته باشید (نسخه لوکس) (مه ۲۰۲۰)

### تک آهنگ‌ها
- LiLi Roquelin (2008) - شامل "Blues Alone"، موزیک ویدیو "I Saw You"
- 2008 EP (نسخه دلوکس) (۲۰۲۰) - شامل آهنگ پاداش انحصاری نسخه آکوستیک رؤیایی "Blues Alone"

### پروژه‌های جانبی
- "من تو را دیدم" (۲۰۰۸)
- شاهکار "Bliss of My Soul". ReaP (ریمیکس هیپ هاپ) (۲۰۱۴)
- "لبخند" (لی لی روکلین و پیتر لوبو) (2015)
- "Abolitionistas", "Liberty" (2015)
- «آیا نمی‌دانی کریسمس است» (۲۰۱۷)